# Foge Islands
Die Foge Islands sind ein Schutzgebiet der Ramsar-Konvention in den nigerianischen Bundesstaaten Niger und Kebbi. Es belegt ein Gebiet von 42,2874 km² im Kainji-Stausee in einer Höhe von durchschnittlich 150 Metern über dem Meeresspiegel. Am 30. April 2008 wurde es in die Liste der Feuchtgebiete von internationaler Bedeutung der Ramsar-Konvention aufgenommen. Es gilt als ein bedeutendes Feuchtgebiet in der Ökoregion des Sudans. Es steht unter der Verwaltung der Umwelt- und der Landwirtschaftsministerien der beiden Bundesstaaten. Von der IUCN wird es in die Kategorie II: Nationalpark eingestuft, da das Schutzgebiet Teil des Kainji-Nationalparks ist.
Die Foge Islands liegen ca. 45 km stromaufwärts der Staumauer des Kainji-Stausees und bestehen aus der Hauptinsel Foge Island und zwei kleineren Inseln bzw. Sandbänken, die der Hauptinsel nördlich vorgelagert sind. Die Inseln zeichnen sich durch flaches Terrain aus und ihre Größe verändert sich abhängig von der Jahreszeit. Die ganzjährig über die Wasserlinie herausragende Inselfläche beträgt weniger als fünf km². Die höchsten Erhebungen sind Termitenhügel. Die Böden der Inseln werden als alluviale Schwemmböden bezeichnet, da die Inseln in der Mitte des Flusses Niger durch die Sedimentation, vor allem während der Hochwasser-Saison gebildet wurden. Diese setzt ab Juli ein und wird wegen der hohen Sedimentlast, die der Niger mit sich führt, die weiße Flut genannt. Von Dezember bis Februar wird das Hochwasser die schwarze Flut genannt, da das Wasser des Nigers dann weniger Sedimente führt und wesentlich klarer und transparenter wirkt. Im Oktober wird der höchste Wasserstand im Kainji-Stausee erreicht, er sinkt bis Juli, dem Zeitpunkt des niedrigsten Wasserstandes, kontinuierlich ab.
Das Klima in der Region wird als tropisch wechselfeucht bezeichnet, mit einer ausgeprägten Trennung von Regen- und Trockenperiode, mit tiefsten Tagesmitteltemperaturen im Dezember/Januar von 16 °C und Höchsttemperaturen im März/April von 38 °C. Die Regenzeit erstreckt sich von Mai bis Oktober und wird bestimmt durch das Niederschlagsregime des westafrikanischen Monsuns. Die durchschnittliche jährliche Niederschlagsmenge beträgt ca. 1018 mm.
Die früher mit dichtem Wald bewachsenen Inseln wurden vor dem Fluten des Kainji-Stausees gerodet und sind heute mit einer Mischung aus Grassavannen und Feuchtgebietsvegetation bewachsen, die von kleineren Kanälen durchzogen wird. Typische Vertreter der Feuchtgebietsvegetation sind Nymphaea lotus, Echinochloa pyramidalis, Echinochloa stagnina, Cyperus papyrus, Vossia cuspidat und Hühnerhirsen (Echinochloa). Die Grassavannen werden von Gräsern der Gattungen Hyperthelia, Hyparrhenia und Andropogon dominiert. Auf der bewohnten Hauptinsel werden auch Zitruspflanzen, Mango und Guaven angebaut.
Foge Island ist ein bedeutendes Brutrevier für die Witwenpfeifgans (Dendrocygna viduata), den Blauwangenspint (Merops persicus), die Rotflügel-Brachschwalbe (Glareola pratincola) und den Spornkiebitz (Vanellus spinosus). Andere häufig zu beobachtende Vertreter der Avifauna sind der Sichler (Plegadis falcinellus), die Sporngans (Plectropterus gambensis), die Spießente (Anas acuta) und der Afrika-Schlangenhalsvogel (Anhinga rufa).